# Sergio Lira
Sergio Lira Gallardo (nació el 24 de agosto de 1957 en Tamiahua, Veracruz,) es un exfutbolista y entrenador mexicano que jugaba en la posición de delantero. Surgió del Tampico y militó también para Tampico Madero, Atlante, Oaxtepec, UANL y Puebla FC. Fue campeón de goleo en tres ocasiones.

## Trayectoria

### Debut y equipos
Debutó en 1978 con el Tampico "los Jaibos", en 1981 es cedido al Atlante donde tiene un paso de 2 temporadas y solamente logra marcar 2 goles teniendo una tremenda baja de juego al solo entrar en 1 juego de la campaña 1982-83. Es traspasado al Oaxtepec donde lograría iniciar su carrera como goleador marcando 20 anotaciones con los Halcones.

#### Con Tampico-Madero y campeón goleador
Para 1984 regresa a Tampico a jugar con el Tampico-Madero "la Jaiba Brava" y tocaría la cúspide de su carrera a mediados de los 1980s, ganando el campeón de goleo individual en los torneos Prode 1985, México 1986 y 1988-89.
En 1990 es traspasado a los Tigres de la UANL donde permanece durante 2 temporadas, para finalmente pasar al Puebla FC donde se retira en el año de 1996. Actualmente se ha desempeñado como entrenador de equipos en divisiones inferiores como la Primera división 'A' mexicana.

## Selección nacional
Con la Selección de fútbol de México debutó el 8 de febrero de 1979 en un amistoso frente a la Selección de fútbol de la Unión Soviética, su primer gol con la casaca verde fue hasta 1981 en un encuentro contra Corea del Sur, y su último juego fue contra Estados Unidos en 1990.